# Oïdium des cucurbitacées
L'oïdium des cucurbitacées, appelé aussi « maladie du blanc » ou « blanquet », est une maladie fongique due à plusieurs espèces de champignons ascomycètes de la famille des Erysiphaceae, les plus communs étant Podosphaera fusca (syn. Sphaerotheca fuliginea) et Golovinomyces cichoracearum (syn. Erysiphe cichoracearum).
Cette maladie, à répartition cosmopolite, attaque toutes les espèces de Cucurbitaceae, cependant elle est moins commune sur les cultures de melons et de concombres du fait de la disponibilité de nombreux cultivars commerciaux résistants.
Elle se manifeste par un feutrage blanc en taches, qui peut être présent sur les deux faces de la feuille et éventuellement sur les pétioles et les tiges. Elle provoque souvent la destruction prématurée des feuilles et entraîne de ce fait des baisses de rendements ainsi qu'une détérioration de la qualité des fruits. Des températures élevées (optimum : 26 °C) et une forte humidité de l’air sont des facteurs favorisants,.